# Канту, Эрик (футболист)
Эрик Давид Канту Герреро (исп. Eric David Cantú Guerrero; род. 28 февраля 1999, Монтеррей) — мексиканский футболист, защитник клуба «Монтеррей».

## Клубная карьера
Канту — воспитанник клуба «Монтеррей» из своего родного города. 28 февраля 2018 года в поединке Кубка Мексики против «Коррекаминос» Эрик дебютировал в за основной состав. 12 марта в матче против «Сантос Лагуна» он дебютировал в мексиканской Примере. В 2019 году Канту помог клубу выиграть чемпионат, а также стать победителем Лиги чемпионов КОНКАКАФ.

## Карьера в сборной
В 2019 году в составе олимпийской сборной Мексики Канту принял участие в Панамериканских играх в Перу. На турнире он сыграл в матчах против команд Панамы, Аргентины, Эквадора, Гондураса и Уругвая.

## Достижения
«Монтеррей»
- Победитель Чемпионата Мексики — Апертура 2019
- Победитель Лиги чемпионов КОНКАКАФ — 2019